# Antonio Arias
Antonio Arias Mujica (* 9. Oktober 1944 in Santiago) ist ein ehemaliger chilenischer Fußballspieler. Auf Vereinsebene die meiste Zeit für Unión Española aktiv, nahm er mit der Nationalmannschaft seines Heimatlandes auch an der Fußball-Weltmeisterschaft 1974 in Deutschland teil.

## Karriere

### Vereinskarriere
Antonio Arias, geboren am 9. Oktober 1944 in der chilenischen Hauptstadt Santiago, begann mit dem Fußballspielen beim dort ansässigen Verein CD Magallanes, einst in den Dreißigerjahren erster chilenischer Fußballmeister. Bei Magallanes, längst aus dem Kreis der Topvereine der Primera División verschwunden, agierte Arias vier Jahre lang von 1965 bis 1968 als Abwehrspieler, ehe ihn der Spitzenklub Unión Española verpflichtete.
Bei Unión Española spielte Antonio Arias schließlich von 1969 bis 1979 in 300 Ligaspielen, in denen dem Verteidiger fünf Torerfolge gelangen. Dabei gelang in drei Jahren der Gewinn der chilenischen Fußballmeisterschaft, erstmals 1973. In diesem Jahr belegte man nach Ende aller Spieltage den ersten Platz in der Primera División mit acht Punkten Vorsprung auf CSD Colo-Colo. Einen zweiten Meistertitel konnte Antonio Arias mit Unión Española in der Saison 1975 feiern, als man sich in der Tabelle zu Saisonende zwei Zähler vor Deportes Concepción auf dem ersten Platz positionierte. 1975 war generell das erfolgreichste Jahr in der Karriere von Antonio Arias und auch in der Vereinsgeschichte von Unión Española. Die Mannschaft von Trainer Luis Santibáñez, zu der Spieler wie beispielsweise Sergio Ahumada, Mario Soto oder Leonardo Véliz gehörten, erreichte das Endspiel um die Copa Libertadores, nachdem man sich in der zweiten Gruppenphase vor Universitario de Deportes aus Peru und LDU Quito aus Ecuador durchsetzen konnte. Im nun folgenden Finale traf man auf den argentinischen Verein Independiente Avellaneda, der in den Jahren zuvor zu einer Art Serienmeister in der Copa Libertadores avanciert war. Und gegen Independiente musste Antonio Arias mit Unión Española dann letztlich auch eine Niederlage einstecken, auch wenn diese denkbar knapp war. Nach Hin- und Rückspiel stand es unentschieden, wodurch ein Entscheidungsspiel um den Copa-Libertadores-Sieger 1975 entscheiden musste. Dieses Entscheidungsspiel gewann Independiente dann mit 2:0.
Nach dem Finaleinzug in der Copa Libertadores 1975 ging es mit den Leistungen von Unión Española wieder leicht bergab. In der Folge konnte man nur noch einmal die chilenische Meisterschaft gewinnen, und zwar 1977. In jener Spielzeit landete man am Ende mit zwei Punkten vor Everton de Viña del Mar auf Rang eins in der Primera División. Bis 2005 sollte das die letzte Meisterschaft für Unión Española bleiben. Antonio Arias selbst beendete seine aktive Laufbahn nach Ende der Saison 1979 im Trikot von Unión Española, nachdem er zuvor in 300 Ligaspielen für den Verein auf dem Platz gestanden hatte.

### Nationalmannschaft
Zwischen 1968 und 1976 brachte es Antonio Arias auf insgesamt 30 Einsätze in der chilenischen Fußballnationalmannschaft. Dabei gelang ihm kein Torerfolg. Von Nationaltrainer Luis Álamos wurde er ins Aufgebot der Südamerikaner für die Fußball-Weltmeisterschaft 1974 in Deutschland berufen. Arias kam bei dem Turnier in allen drei Spielen über die volle Spielzeit zum Einsatz und war fester Bestandteil der chilenischen Abwehr bei diesem Turnier. Die Mannschaft belegte mit zwei Unentschieden und einer Niederlage in der Gruppenphase Platz drei in Gruppe 1 hinter der Bundesrepublik Deutschland und der DDR sowie vor Australien und schied aus.

## Erfolge
- Chilenische Meisterschaft: 3×

1973, 1975 und 1977 mit Unión Española
- Finalteilnahme der Copa Libertadores: 1×

1975 mit Unión Española